# Centroptilum ozarkensum
Centroptilum ozarkensum is een haft uit de familie Baetidae. De wetenschappelijke naam van de soort is voor het eerst geldig gepubliceerd in 2000 door Wiersema & Burian.
De soort komt voor in het Nearctisch gebied.